# Zrze
Zrze (macedónul: Зрзе) település Észak-Macedóniában, a Pelagonijai körzet Dolneni járásában.

## Népesség
| Lakosok száma | 724  | 753  | 702  | 503  | 260  | 102  | 97   | 64   | 39   |
|               | 1948 | 1953 | 1961 | 1971 | 1981 | 1991 | 1994 | 2002 | 2021 |

2002-ben 101 lakosa volt, akik mindannyian macedónok.